# 久慈次郎
久慈 次郎（くじ じろう、1898年〈明治31年〉10月1日 - 1939年〈昭和14年〉8月21日）は、昭和初期にアマチュア野球で活躍した日本の野球選手（捕手）。
函館のクラブチーム・函館太洋倶楽部で活躍したが、試合中に送球を頭に受け死亡した。

## 人物

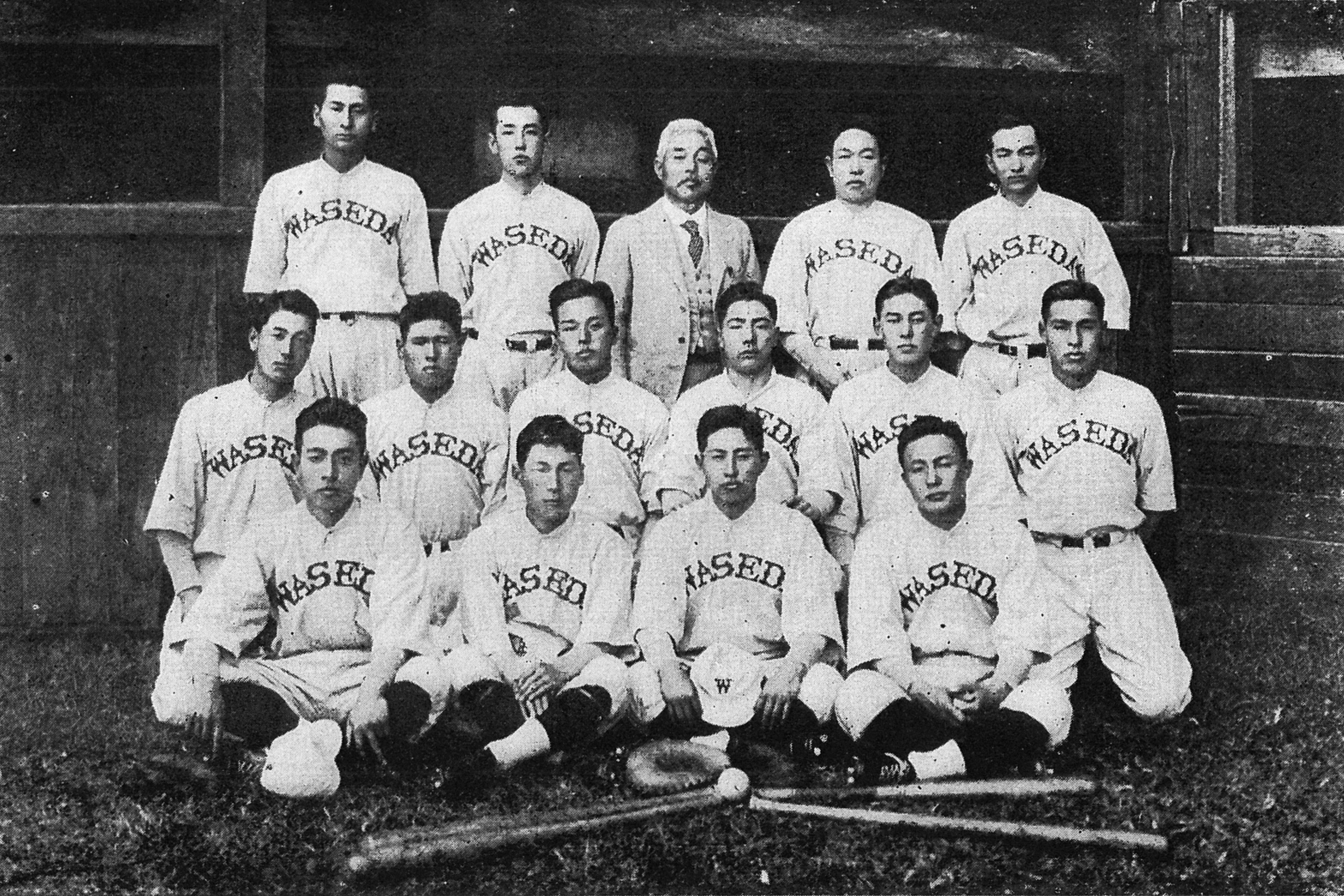
1921年の早稲田大学野球部（中列右から2人目が久慈次郎）

岩手県盛岡市出身（青森県青森市生まれ）。盛岡中学を卒業後、早稲田大学商科に進学。身長5尺9寸（約179cm）の恵まれた体格と強肩の持ち主で、在学中からリーダーシップを発揮。また、野球部監督の飛田穂洲に心酔し、「一球入魂」を座右の銘としていた。既に大学時代にはまだプロ入りすらしていなかった段階にも拘らず「捕手の神様」と評された。
1922年（大正11年）大学卒業後は北海道函館市の函館水電に入社、同社に勤めながら函館太洋倶楽部（函館オーシャン）でプレーした。1927年（昭和2年）には函館水電を退社し、クジ運動具店を開業。店主として10人近くの従業員を雇う企業家としても活躍。
1934年（昭和9年）にアメリカ選抜チームが来日するために結成された全日本チームに招聘された久慈は、全日本のエースであった沢村栄治とバッテリーを組み、好リードでアメリカ選抜チームを苦戦させた。なお、アメリカチームを1失点に抑えた静岡草薙球場での一戦においてその1点となるルー・ゲーリッグの本塁打の球は、その試合で初めて沢村が久慈のサインに首を振ったものであったが、直後に久慈がマウンドに向かって沢村と相談しており、最終的にどちらの意図する投球であったかは現在になってもわかっていない。
同年、全日本チームを核とした日本初の職業（プロ）野球チーム、大日本東京野球倶楽部（現：読売ジャイアンツ）を結成するにあたり、選手・主将としての参加を要請される。給料面では、ほかの選手の月給が100円だったのに対し、久慈は500円（2019年換算で100万円程）と破格だった。しかし、久慈はこれを辞退したため、正式な初代主将には二出川延明が就任。ただし、記録上では主将として久慈の名前が残っている。久慈はアマチュア野球の発展に貢献しようとした。これには理由があり、同年3月に函館を襲った函館大火により市が壊滅的なダメージを受けており、離れようという踏ん切りがつかなかったためである。函館太洋倶楽部は、この年の都市対抗野球大会（第8回大会）の出場権を得ていたが、これを辞退した。この年、函館市会に欠員が生じたため、日米野球の函館開催に尽力し、函館復興に心血を注いだ久慈を政治の場に、との声が上がる。本人は「議員なんて似つかわしくない」と発言しており、積極的な選挙活動は一切行わなかったが、トップ当選で函館市議となった。函館市会議員としての久慈の功績として、野球場やテニスコート、スキージャンプ台を兼ね揃えた函館市民運動場の設計がある（ただし、完成したのは久慈の死後であった。1954年に廃止され、現在は函館市立潮見中学校の敷地となっている）。

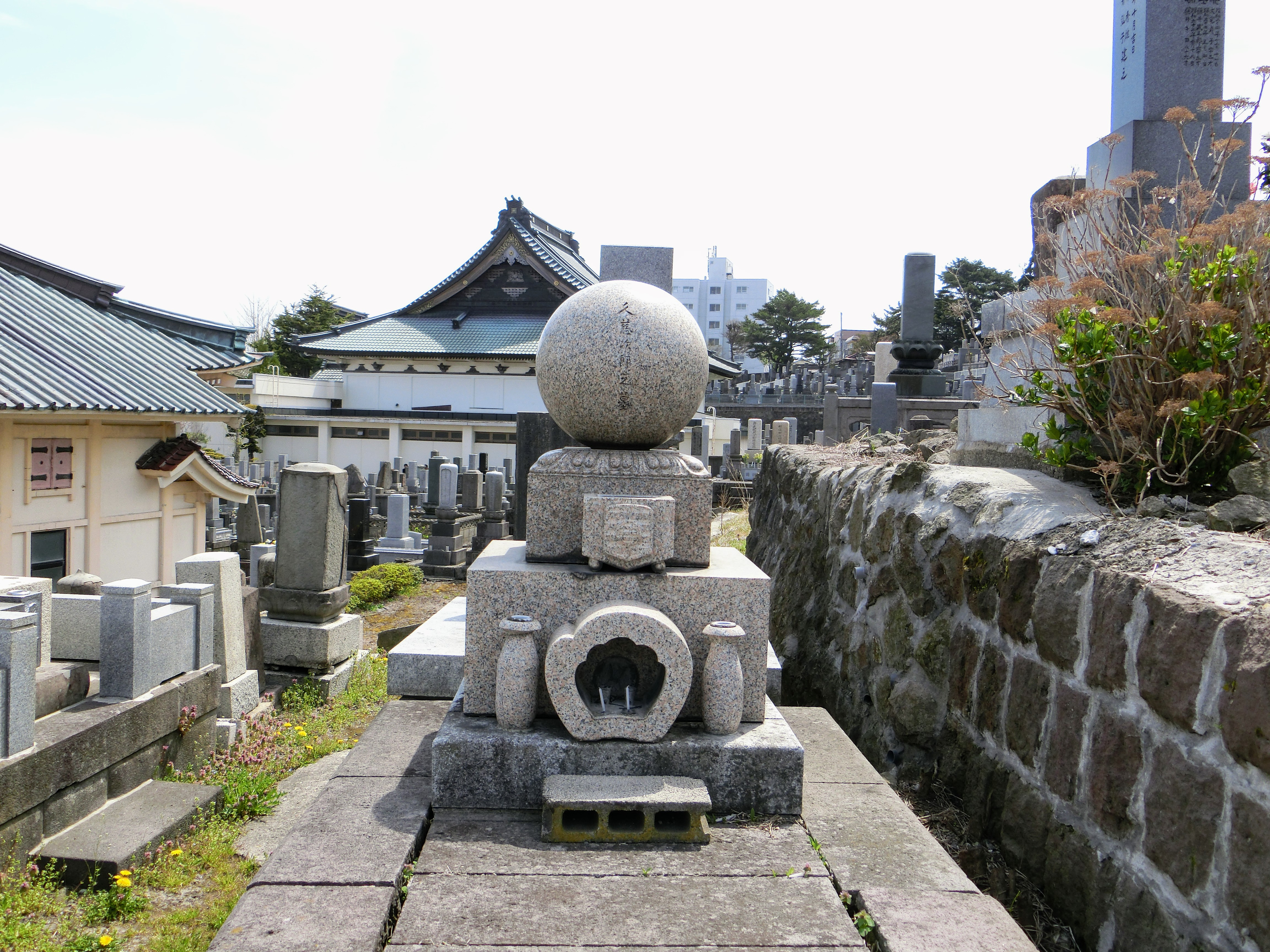
久慈次郎の墓

1939年8月19日、選手兼任監督として札幌市円山球場での札幌倶楽部との試合で、久慈は5回の守備からファーストに着いていた。1-2とリードされて迎えた7回、敬遠による四球で一塁に歩く際、ホームベース上で次の打者に指示を与えようと振り向いた瞬間、走者が飛び出した二塁に向けて投げられた相手捕手の牽制球が右のこめかみを直撃、ホームベース上に倒れ込みそのまま動かなくなった。そのまま市立札幌病院に運ばれたが、2日後に頭蓋骨破損による脳出血で死去した。享年40。久慈の葬儀の参列者は1,000人を超え、棺を乗せた列車が札幌から函館に向かう際も、停車駅ごとに熱烈な野球ファンが詰めかけ、彼の死を惜しんだといわれている。久慈の墓は函館市の称名寺に建てられ、その形はボールをかたどったものとなっている。

## 死後

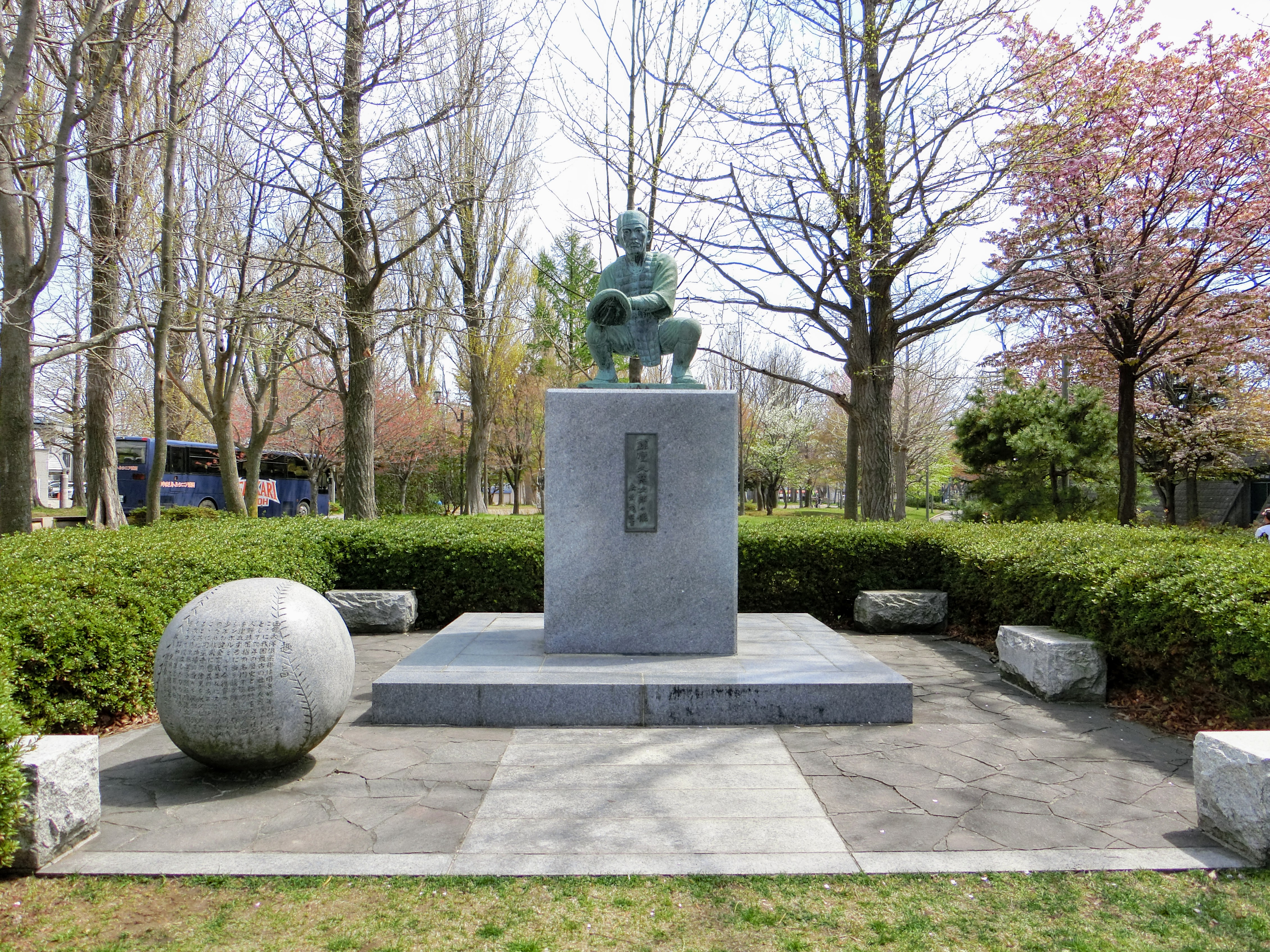
函館市オーシャンスタジアムにある「球聖久慈次郎の像」

久慈の闘志あふれるプレーを讃え、都市対抗野球大会では、第18回大会（1947年（昭和22年））から敢闘賞として「久慈賞」を設けている。
1959年（昭和34年）に創設された野球殿堂では、正力松太郎や沢村栄治らと並び、第1回の殿堂入り選手となった。
函館オーシャンスタジアムには久慈がミットを構えている銅像が建てられているが、その銅像は、全日本で一緒にプレーし、東京巨人軍入りを強く推薦したヴィクトル・スタルヒンの銅像が建つ旭川スタルヒン球場の方角を向いている。

## エピソード
- 少年時代は絵を好み、画家を目指していたこともあった。
- 早大野球部時代に大隈重信との背比べに勝ち（久慈：5尺9寸、大隈：5尺8寸余）、大隈から「我輩より高いとはたのもしい」と賞賛された[1]。
- 2022年10月11日、開運!なんでも鑑定団において、久慈が日米野球に出場した際にアメリカ側から受け取ったグリーティングカードと直筆のメンバー表が息子の妻により鑑定に出され、1千万円の価値があるとの結果が出た。